# Fight Night Round 4
Fight Night Round 4 — видеоигра компании EA Sports. Это очередная игра в серии Fight Night и сиквел Fight Night Round 3 вышедшего в 2006 году. Игра вышла 25 июня 2009 года в Северной Америке и 26 июня 2009 года в Европе для PlayStation 3 и Xbox 360. Игра с такими боксерами как Мохаммед Али и Майк Тайсон. В игре 48 лицензированных боксеров и новые режимы, такие как Legacy Mode.

## Боксеры в игре

### Супертяжелом
- Майк Тайсон
- Мохаммед Али
- Эдди Чемберс
- Джордж Форман
- Джо Фрейзер
- Леннокс Льюис
- Томми Моррисон
- Джеймс Тони

### В полутяжелом весе
- Рой Джонс-младший
- Томаш Адамек
- Джо Кальзаге
- Энтони Мандайн
- Джермейн Тейлор

### Средний
- Амин Асикайнен
- Марвин Хаглер
- Джейк Ламотта
- Карлос Монсон
- Серхио Мора
- Келли Павлик
- Кори Спинкс
- Шугар Рэй Робинсон
- Рональд Райт
- Артур Абрахам

### Полусредний
- Мэнни Пакьяо
- Шейн Мозли
- Эмануэль Огастес
- Хулио Сесар Чавес
- Кермит Цинтрон
- Мигель Котто
- Вивиан Харрис
- Рикки Хаттон
- Томас Хернс
- Рэй Леонард
- Пол Малиньяджи
- Виктор Ортис

Лёгкие
- Марко Антонио Баррера
- Нэйт Кэмпбелл
- Диего Корралес
- Роберто Дуран
- Артуро Гатти
- Роберт Герреро
- Винни Паз
- Пернелл Уитакер

Лёгкий вес
- Юриоркис Гамбоа
- Эрик Моралес

Легчайший
- Билли Диб
- Фернандо Монтиель

Суперлёгкий
- Хорхе Арсе
- Нонито Донэр

### Персонажи серии фильмов "Рокки"
- Рокки Бальбоа
- Аполло Крид
- Иван Драго

## Отзывы
| Сводный рейтинг | Сводный рейтинг | Сводный рейтинг |
| Издание         | Оценка          | Оценка          |
| Издание         | PS3             | Xbox 360        |
| --------------- | --------------- | --------------- |
| GameRankings    | 88,00 %         | 87,39 %         |